# Dépôt Abélard
Le dépôt Abélard est un ancien dépôt de la compagnie des Tramways électriques de Lille et sa banlieue (TELB), il survécut longtemps à la suppression du tramway et connut diverses utilisations. Il fut finalement démoli au début des années 2000.

## Histoire

### Origine
Dans les années 1900, les TELB entament le prolongement de ses lignes vers les faubourgs et villes au sud de la ville de Lille. La ligne O est prolongée vers Wattignies en 1904 et la ligne E est prolongée du PN de Douai vers la Mairie de Ronchin en 1907, la ligne L reprend cependant en 1906 le tronçon entre Lille et Wattignies à la ligne O. Cependant, l'administration refuse aux TELB d'établir des passages à niveau pour le tramway aux PN de Douai (ligne E) et PN d'Arras (ligne L). Ces 2 sections isolées du reste du réseau imposent un transbordement des voyageurs aux 2 passages à niveau et nécessite de stocker des motrices pour circuler sur ces 2 sections isolées.

### Construction du dépôt
Le dépôt est mis en service en 1928, il est relié aux 2 sections isolées par une voie de service dans la rue Abélard et permet de stocker les motrices utilisées sur ces sections en remplacement de remises provisoires construites auparavant. 

### Abandon du dépôt
En 1948, le PN d'Arras est supprimé suivi en 1949 par le PN de Douai supprimant le transbordement et reliant ces sections isolées au reste du réseau. Par conséquent, le dépôt devenu inutile est abandonné à l'exception de la sous-station qui continue d'alimenter les lignes E et L jusqu'à leur suppression.

### Suppression du tramway et utilisation ultérieure
À la suite de la suppression du tramway, le dépôt connut diverses utilisations. Il garda son aspect d'origine jusqu'à sa démolition au début des années 2000. Le site est maintenant occupé par un autre bâtiment.

## Description
Le dépôt comprenait une voie d'accès unique donnant accès à un faisceau de 5 voies de remisage sous 1 hall. Il comprenait également 1 bâtiment administratif et 1 sous-station pour l'alimentation électrique des 2 sections de ligne isolées du réseau.